# Sébastien Rasles

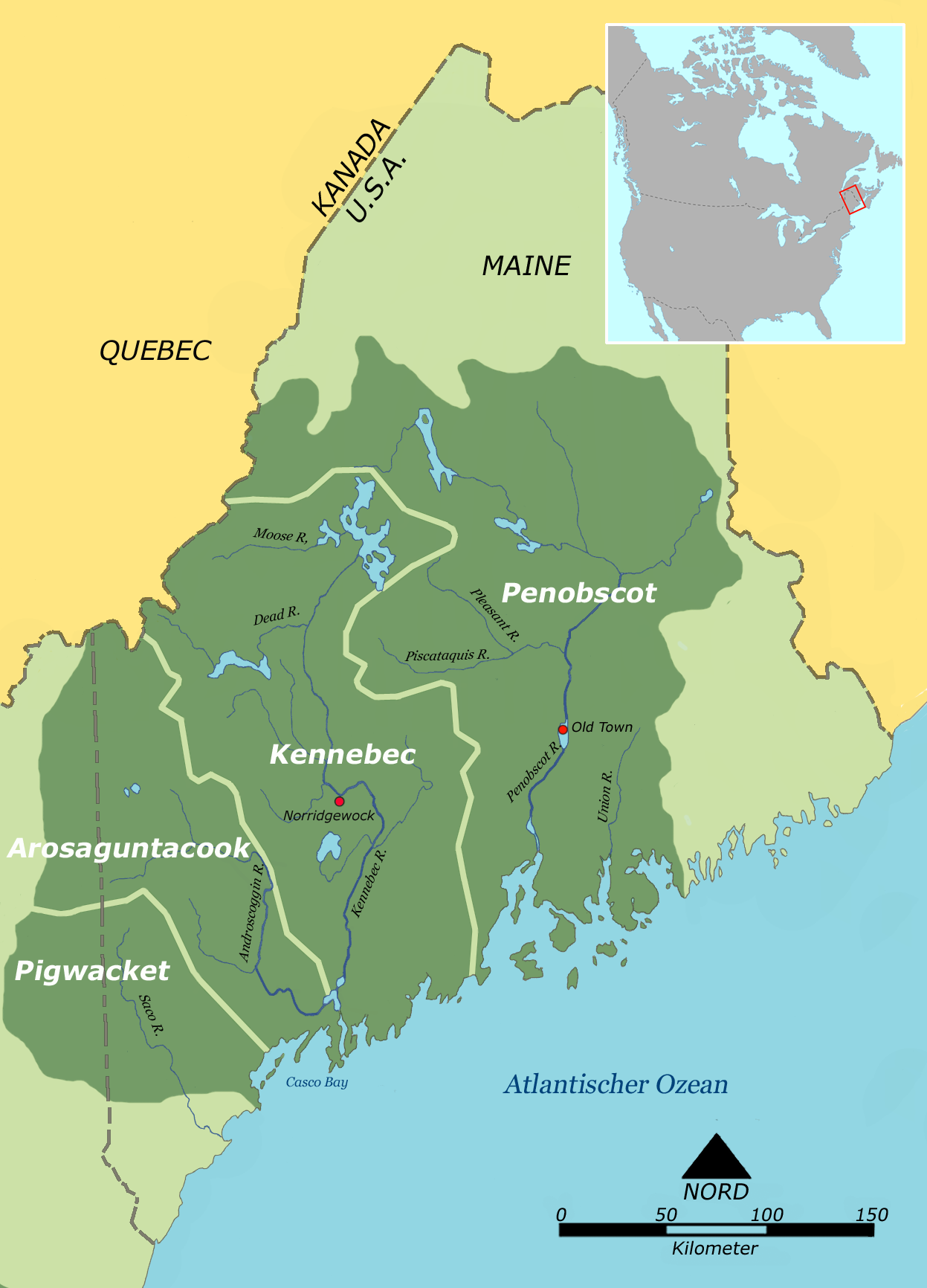
Traditionelle Wohngebiete der Östlichen Abenaki und Ortslage von Norridgewock

Sébastien Rasles, auch Sebastian Rale oder Sebastian Rasle (* 4. Januar 1657 in Pontarlier; † 23. August 1724 in Maine) war ein jesuitischer Missionar und Lexikograph, der bei den Östlichen Abenaki lebte und sein Leben im Kolonialkrieg zwischen Frankreich und Großbritannien verlor.

## Frühe Jahre
Sébastien Rasles wurde in Pontarlier in Frankreich geboren und studierte in Dijon. 1675 trat er gegen den Willen der Eltern in den Jesuitenorden in Dole ein, um Priester zu werden. Er studierte zunächst in Carpentras, später in Nîmes und beendete im Jahr 1688 sein Theologiestudium in Lyon. Er meldete sich freiwillig für Missionsaufgaben in der amerikanischen Kolonie Neufrankreich und segelte 1689 von La Rochelle aus gemeinsam mit Gouverneur Frontenac nach Amerika. Seine erste Missionarsarbeit begann in einem Abenakidorf bei Québec. Hier erlernte er die Abenakisprache und begann mit der Verfassung eines Wörterbuchs Abenaki-Französisch. 1691 wurde er nach Kaskaskia zu den Illinois versetzt, bei denen er zwei Jahre lang missionierte.

## Mission in Norridgewock
Rasles ging dann zu den Abenaki in Norridgewock am Kennebec River im heutigen Maine, das damals Acadia hieß, und gründete hier 1694 eine Mission. Die britischen Kolonisten in Neuengland betrachteten die Ankunft des französischen Priesters mit Argwohn, weil der französische Rasles mitten unter den „Wilden“ lebte. Die Abenaki trieben Handel mit den Briten aufgrund der besseren und billigeren britischen Handelsgüter, fühlten sich jedoch mit den Franzosen weit mehr verbunden, da die meisten von ihnen zum katholischen Glauben konvertiert waren. Im Queen Anne’s War (1703–1714), dem zweiten von vier Kolonialkriegen, kämpften Franzosen und Briten erneut um die Vorherrschaft in Nordamerika. Joseph Dudley, der Gouverneur von Massachusetts, lud die Abenaki 1703 zu einem Treffen in Casco Bay ein, um sie zur Neutralität in diesem Konflikt zu verpflichten. Auch Pater Rasles war zugegen und versprach, die neutrale Haltung der Indianer zu unterstützen: Meine Religion und mein Priesteramt gibt Ihnen die Sicherheit, dass ich sie (die Abenaki) ausschließlich zur Einhaltung des Friedens anhalte.

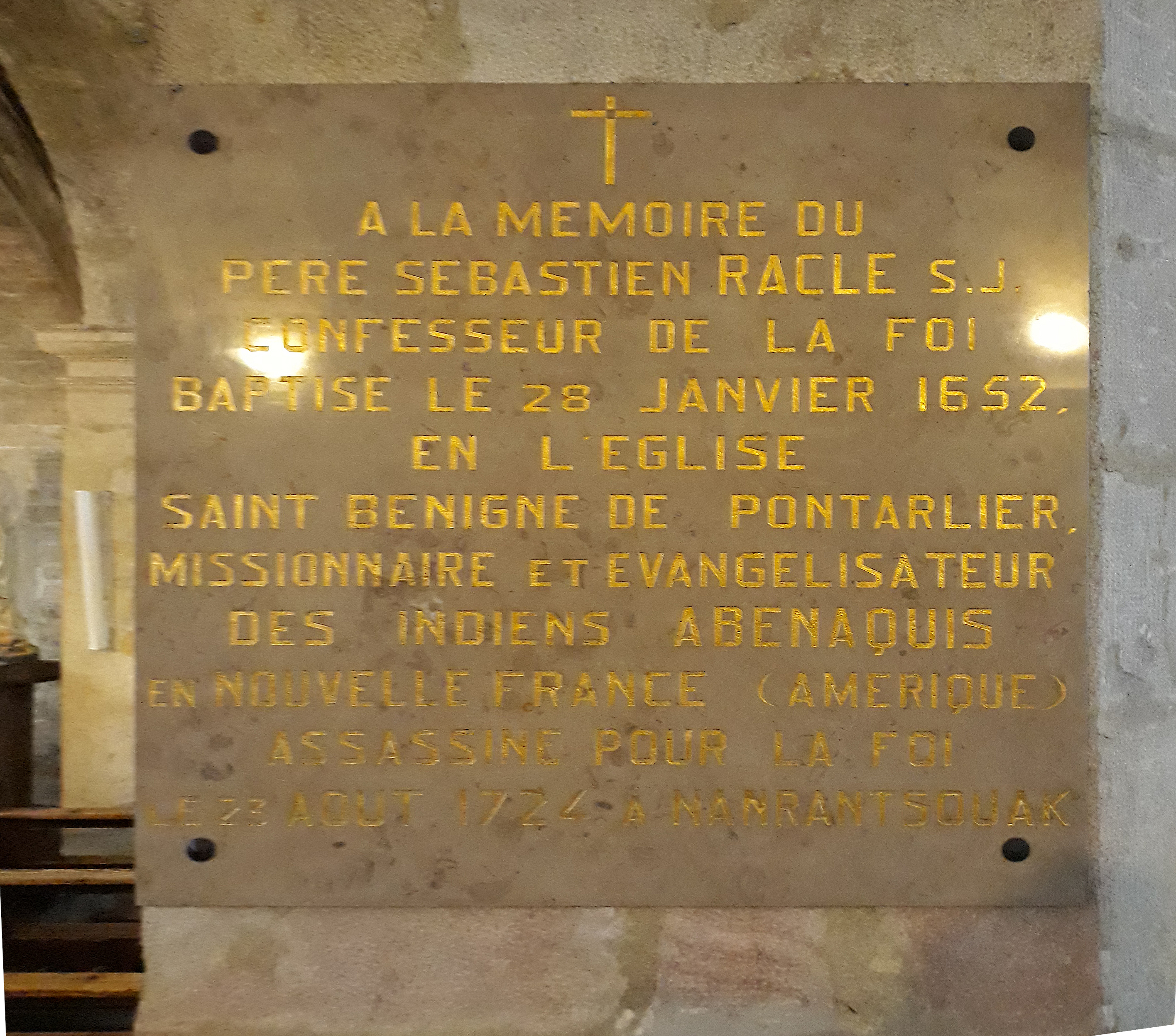
Gedenktafel für Sebastien Racle in der Kirche von Pontarlier
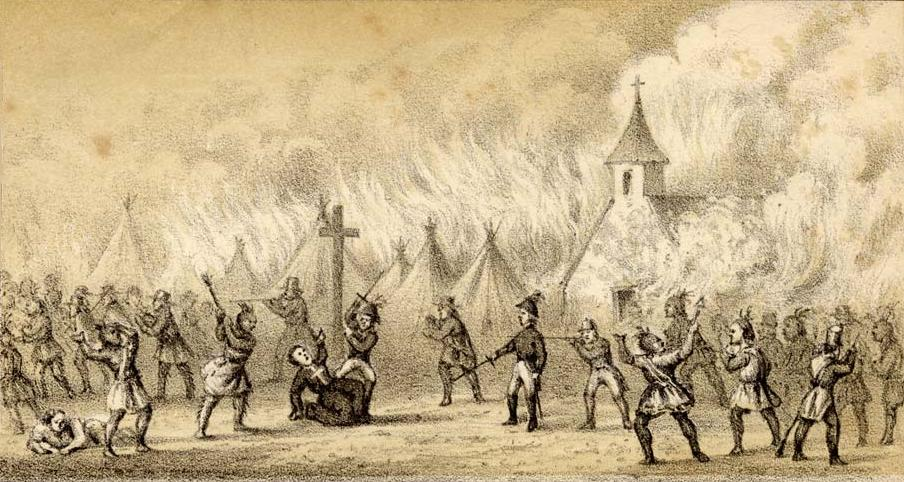
Darstellung des Totes des Missionars
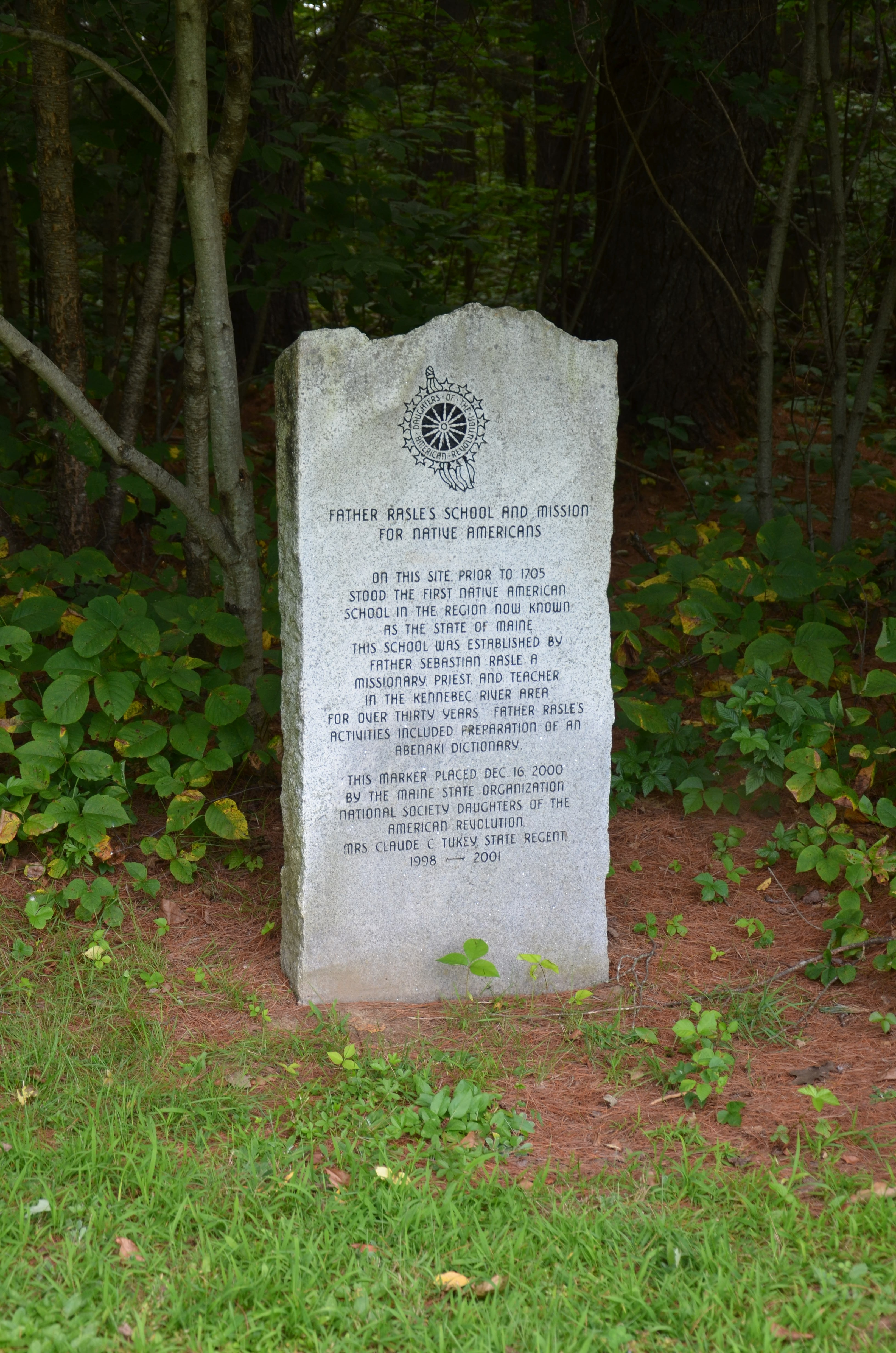
Denkmal in Madison (Maine)

Ein Teil der Abenaki blieb allerdings nicht neutral, sondern schloss sich den Truppen von Alexander Leneuf de Beaubassin an. Sie überfielen den Ort Wells in Maine und töteten 39 Einwohner. Die britischen Truppen unternahmen mehrere Gegenangriffe auf Norridgewock. Im Winter 1705 marschierte eine britische Einheit von 275 Soldaten unter Colonel Winthrop Hilton nach Norridgewock, um Pater Rasles zu ergreifen und den Ort niederzubrennen. Pater Rasles konnte flüchten, doch Norridgewock und die neue Kirche gingen in Flammen auf. Nach einem Aufenthalt in Bécancour in Kanada kehrte Rasles im Jahr 1710 nach Norridgewock zurück.

## Vertrag von Utrecht
Im Vertrag von Utrecht (1713), der den Spanischen Erbfolgekrieg beendete, trat Frankreich den größten Teil Akadiens an Großbritannien ab. Die exakten Grenzen wurden allerdings im Vertrag nicht definiert, ein Anlass für erneute Konflikte. Die Briten übernahmen die Kontrolle des Abenaki-Territoriums im heutigen Maine. Die Abenaki weigerten sich, die britischen Gesetze anzuerkennen, eine Haltung, die von den Franzosen unterstützt wurde.
Die Briten boten den Abenaki den Wiederaufbau der Kirche in Norridgewock an, wenn sie einen protestantischen Pfarrer akzeptierten und Pater Rasles zurück nach Québec schickten. Es kam zu keiner Einigung und schließlich baute Pater Rasles die Kirche mit französischer finanzieller Unterstützung wieder auf.

## Britische Expansion
Immer mehr britische Händler kamen ins Abenakiland und ihnen folgten hunderte von weißen Familien, die wiederum durch Forts und Militär geschützt wurden. Die wachsende Zahl der Konflikte zwischen Indianern und Kolonisten führte 1717 zur Konferenz von Arrowsic Island zwischen Gouverneur Shute von Massachusetts und Häuptlingen der Östlichen Abenaki. Es zeigte sich, dass es bei den Abenaki eine pro-französische und eine pro-britische Fraktion gab. Schließlich setzten sich die Anhänger der Briten durch und die Anwesenheit der britischen Kolonisten in ihrem Land wurde akzeptiert.
Pater Rasles unterstützte weiterhin die antibritischen Kräfte und schickte im Oktober 1719 Häuptlinge aus Norridgewock nach Quebec, die Generalgouverneur Vaudreuil versicherten, dass sie sich der britischen Landnahme widersetzen würden. Gouverneur Shute wollte Pater Rasles loswerden und drängte Vaudreuil, den Priester zurückzurufen, weil im britischen Hoheitsgebiet die Tätigkeit eines Jesuiten oder römisch-katholischen Priesters laut Gesetz verboten sei. Im Juli 1720 setzte Massachusetts 100 Pfund Belohnung für die Ergreifung Rasles aus.
Ende Januar 1722 wurde Norridgewock von 100 Briten unter dem Kommando von Colonel Westbrock eingeschlossen, um Rasles gefangen zu nehmen. Dieser wurde jedoch rechtzeitig gewarnt und konnte in die umliegenden Wälder entkommen. Die britischen Soldaten brannten die Kirche und sein Wohnhaus nieder. In Rasles Besitz fanden die Angreifer außer verdächtiger Korrespondenz mit der Regierung in Québec das Manuskript eines dreibändigen Abenaki-Französischen Wörterbuchs, das später der Bibliothek der Harvard University übergeben wurde.
Im Juli des gleichen Jahres überfielen Abenaki-Krieger als Vergeltung die Siedlungen der Kolonisten rings um die Merrymeeting Bay. Diese Aktion veranlasste Gouverneur Shute am 25. Juli 1722 den Dummer’s War zu erklären.

## Rasles’ Tod
Im August des übernächsten Jahres erfolgte ein erneuter Angriff der Briten auf Norridgewock. Eine Truppe unter Captain Johnson Harmon und Captain Jeremiah Moulton fuhr mit Walbooten den Kennebec River hinauf und erreichte am 23. August 1724 unbeobachtet das Dorf, tötete Pater Rasles und 26 Abenaki, verstümmelte seinen Leichnam und brachte seinen Skalp als Beweis nach Boston. Geflohene Abenaki überbrachten die Todesnachricht nach Québec und sprachen von rund 200 britischen Angreifern. Die französischen und britischen Quellen differieren erheblich über die Art und Weise, wie Pater Rasles ums Leben kam. Die Franzosen behaupten, Rasles wurde erschossen, als er den Angreifern unbewaffnet mitten im Dorf entgegenkam. Die britischen Quellen dagegen sagen aus, Rasles sei in einer Hütte bei einem Schusswechsel getötet worden, allerdings gegen den ausdrücklichen Befehl von Moulton, der den Priester lebend nach Boston bringen wollte.
Obwohl die Franzosen sich nicht direkt am Krieg beteiligten, waren ihre Sympathien eindeutig aufseiten der Abenaki, und die Reaktion auf die Umstände von Rasles Tod verursachte beinahe eine offene Rebellion unter der französischen Bevölkerung. Nur 150 Flüchtlinge aus Norridgewock schafften die Flucht nach Wôlinak in das sichere Neufrankreich.
Im Jahr 1833 ließ Bischof Fenwick von Boston in Norridgewock ein Denkmal zu Ehren von Pater Rasles errichten. Der rund 3,5 Meter hohe Obelisk steht nahe der Stelle, an der er vermutlich den Tod fand.
Pater Rasles hinterließ bei seinen Zeitgenossen widersprüchliche Gefühle. Die einen sahen in ihm einen Märtyrer, die anderen nannten ihn einen gefährlichen Aufwiegler. Bei den Franzosen galt er als wichtiger Verbündeter, für die Briten war er ein unversöhnlicher Feind. Schriftsteller übernahmen zumeist eine dieser beiden Sichtweisen und machten es nahezu unmöglich, heute ein wirklich objektives Bild von Sebastién Rasles zu entwerfen.

## Rasles' Wörterbuch
Das Manuskript von Rasles Wörterbuch Abenaki-Französisch, das in der Harvard University aufbewahrt wird, hat keine Titelseite. Der erste Eintrag lautet: 1691. Ich bin jetzt ein Jahr bei den „Wilden“. Ich beginne ein Wörterbuch in der Reihenfolge, in der ich die Wörter erlerne. Das Wörterbuch wurde 1833 erstmals von John Pickering unter dem Titel Abnaki Language in North America by Father Sebastian Rasles verlegt.